# Hessisches Statistisches Landesamt

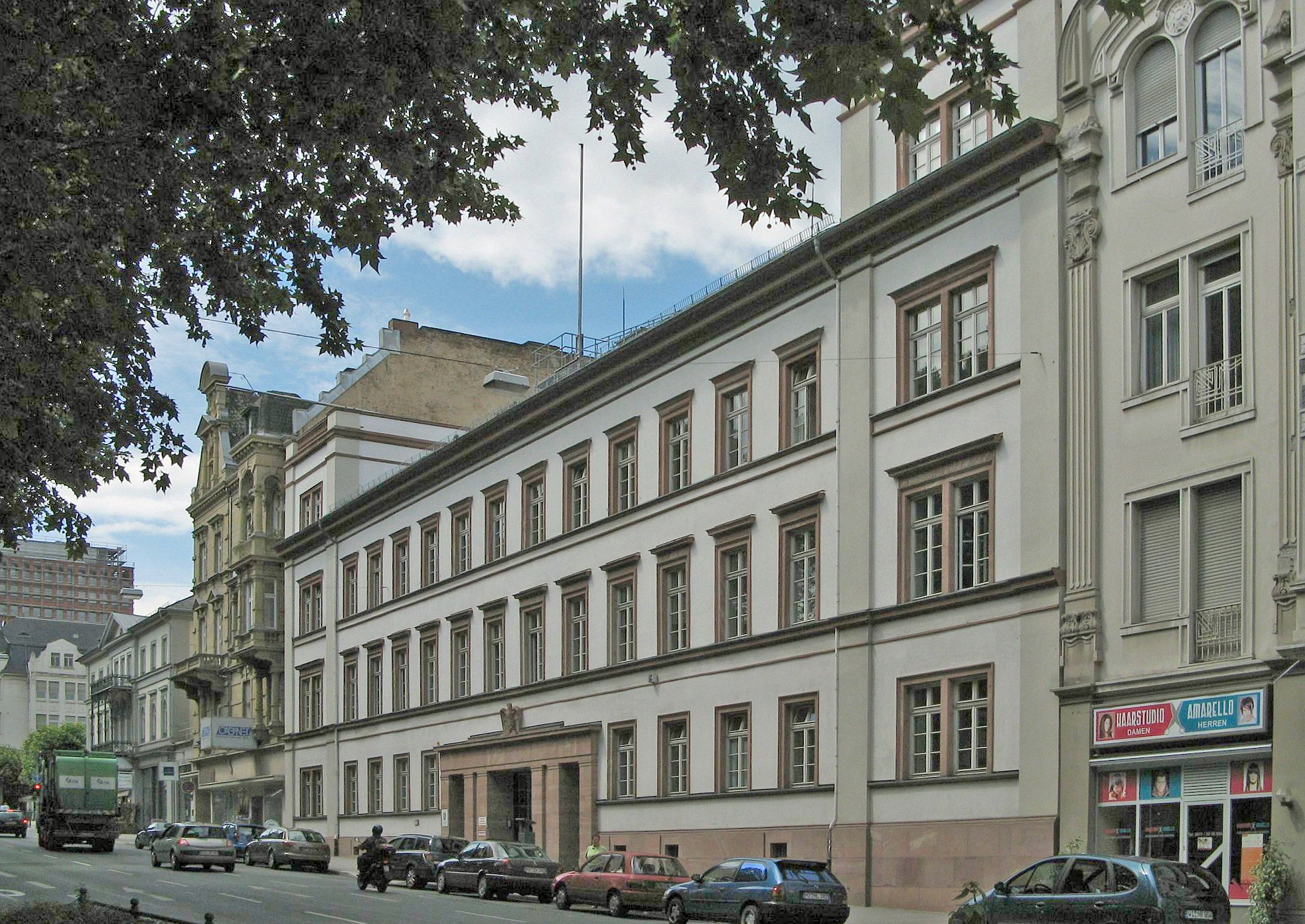
Das Gebäude des Hessischen Statistischen Landesamtes in Wiesbaden

Das Hessische Statistische Landesamt (HSL) mit Sitz in Wiesbaden liefert seit über 75 Jahren zuverlässige Regional-Statistiken für Hessen. Die amtlichen Zahlen zu allen relevanten gesellschaftlichen, wirtschaftlichen und ökologischen Fragen sind in der Politik, Verwaltung und Wissenschaft eine unentbehrliche Planungs- und Entscheidungsgrundlage. Außerdem sind sie eine wichtige Quelle für Medien, die das Land und seine Bewohner mit fundierten Informationen versorgen.

## Aufbau
Das HSL, eine obere Landesbehörde, gehört zum Ressort der Hessischen Staatskanzlei. Christel Figgener steht dem Amt seit 2012 als Präsidentin vor. Insgesamt arbeiten rund 370 Personen für das HSL. Die Beschäftigten verteilen sich auf fünf Abteilungen und zwei Stabsstellen. Der Organisationsplan des HSL zeigt Themenbereiche und Zuständigkeiten im Detail.

## Geschichte

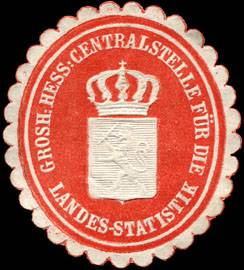
Siegelmarke Grossherzoglich Hessische Centralstelle für die Landes-Statistik

Die Geschichte der Behörde geht auf das Jahr 1861 zurück. Damals wurde die „Großherzogliche Centralstelle für die Landes-Statistik“ mit Sitz in Darmstadt im Großherzogtum Hessen gegründet. Im Jahr 1929 wurde sie in „Hessisches Landesstatistisches Amt“ umbenannt. In seiner heutigen Funktion besteht das HSL seit 1946.

## Aufgaben
Daten sind die Kernkompetenz des HSL. An ihre Zahlen stellt die Behörde als innovativer Informationsdienstleister eine Reihe von Anforderungen: So müssen die veröffentlichten Zahlen u. a. den gesetzlichen sowie den im Code of Practice der Europäischen Amtlichen Statistik festgelegten Ansprüchen an Relevanz, Genauigkeit und Zuverlässigkeit, Aktualität und Pünktlichkeit, Kohärenz und Vergleichbarkeit, Zugänglichkeit und Klarheit genügen.
Die Kernaufgabe des HSL ist es, auf Landes-, Kreis- und Gemeindeebene Zahlen zu Leben und Gesellschaft in Hessen zu sammeln und zu veröffentlichen. Mit dieser Arbeit unterstützt das Amt Entscheidungsfindungen zu Fragen des öffentlichen Interesses. So leistet die Arbeit des HSL einen wichtigen Beitrag zur Gestaltung des Landes. Die erhobenen Daten machen Hessen zusätzlich bei zentralen Fragen – z. B. nach den Lebensverhältnissen, der Wirtschaft oder Umwelt – auf nationaler Ebene vergleichbar. Auf ihrer Basis kann bspw. die Landesregierung die hessische Situation in einen gesamtdeutschen Kontext einordnen. Außerdem liefert das HSL – wie die Statistischen Landesämter in den anderen Bundesländern – als Mitglied des Verbunds der Statistischen Ämter des Bundes und der Länder Landeszahlen an das Statistische Bundesamt, damit dieses deutschlandweite Statistiken erstellen kann.
Das HSL erhebt, produziert und veröffentlicht insgesamt rund 260 Statistiken im Jahr. Die wichtigsten Rechtsgrundlagen sind dabei das Hessische Landesstatistikgesetz und das Bundesstatistikgesetz. Bei der Erstellung von Statistiken gelten die Grundsätze der Neutralität, Objektivität und wissenschaftlichen Unabhängigkeit. Alle Interessierten haben einen gleichberechtigten Zugang zu den Auswertungen. Für die meisten Statistiken besteht eine Auskunftspflicht der Befragten. Angaben für Statistiken unterliegen dabei immer einer umfassenden Geheimhaltung.
Individuelle Statistikgesetze legen zusätzlich Merkmale für jede Statistik fest. Neben diesen vordefinierten Auswertungen kann das HSL Sonderauswertungen – z. B. im Auftrag von Ministerien oder anderen öffentlichen Einrichtungen – übernehmen. Weiterhin gehören u. a. die Beratung von Politik und Verwaltung oder die Unterstützung von journalistischer und privater Recherche zu den Dienstleistungen, die das HSL anbietet.
Eine Reihe von Anforderungen bestimmen über die Gesetze hinaus die Arbeit des HSL von der Datenerhebung bis zur Publikation. Dazu zählen insbesondere gemeinsame europäische und nationale Qualitätsstandards, Datenschutzfragen, das Gebot zur Entlastung der Auskunftspflichtigen, der stetige Ausbau einer nachhaltigen digitalen Datenwirtschaft und die Barrierefreiheit im Bereich des Veröffentlichungswesens.
Das HSL verfolgt außerdem Trends und Ziele, die seine Arbeit zukunftsfähig machen: Die Behörde erprobt beispielsweise experimentelle Statistik-Methoden, um breitere und aktuellere Daten erfassen zu können. Dabei wird es durch die Digitalstrategie des Landes Hessen gefördert, unterhält Kooperationen mit Partner-Institutionen aus der amtlichen Statistik, Wirtschaft und Forschung. Darüber hinaus bietet das HSL dem wissenschaftlichen Nachwuchs Forschungsmöglichkeiten an, z. B. im Forschungsdatenzentrum oder im Rahmen von Abschlussarbeiten und Praktika.

## Amtsleitungen
- 1861–1876: Wilhelm Maurer (* 1798; † 1876)
- 1876–1881: Ludwig Ewald (* 1813; † 1881)
- 1881–1887: Hermann Welcker (* 1814; † 1887)
- 1887–1901: Hermann Pfeiffer († 1901)
- 1901–1922: Ludwig Nodnagel (* 1845; † 1922)
- 1920–1924: Ludwig Knöpfel († 1939)
- 1924–1928: Otto Meller (* 1882; † 1952)
- 1929–1945: Erwin Lind (* 14. Januar 1896; † 8. Januar 1984)
- 1946–1948: Gerhard Fürst (* 1. Mai 1897; † 27. Juli 1988)
- 1948–1973: Willi Hüfner (* 8. Februar 1908; † 28. Mai 2010)
- 1973–1980: Heinrich Benz (* 12. Nov. 1920; † 3. Januar 2007)
- 1980–1992: Götz Steppuhn (* 2. September 1930; † 19. Juni 2015)
- 1992–2012: Eckart Hohmann (* 18. Oktober 1946)
- seit 2012: Christel Figgener (* 14. September 1963)